# The Action
The Action war in den 1960er Jahren eine britische Musikgruppe aus Kentish Town, North London.

## Bandgeschichte
Die Band trat zunächst als Begleitgruppe unter dem Namen The Boyfriends für Sandra Barry auf. Später wurde daraus Sandra Barry and the Boys. Die einzige Single dieses Line-Ups „Really Gonna Shake / When We Get Married“ – war kommerziell nicht erfolgreich.
Nachdem „Sandra“ eine Solokarriere startete, arbeiteten „The Boys“ kurzzeitig mit dem Produzenten Kenny Lynch (der später die „Small Faces“ produzierte) zusammen. Beide Seiten ihrer Debütsingle wurden von ihm produziert, aber wieder war es kein großer Verkaufserfolg.
1965 nannten sich The Boys in The Action um. Es war die Zeit, als Pete Watson als zweiter Gitarrist bei der Band einstieg. Die Gruppe lebte von den exzellenten Interpretationen von Motown-Material und einer ausgewogenen Mischung aus R&B und Soul. Reggie King unterstützte dies mit seiner feinen weißen Soulstimme.
Die Band erfreute sich einer starken Mod-Gefolgschaft. „The Action“ erzielten schließlich die Aufmerksamkeit von George Martin, dem Produzenten der Beatles. Er verpflichtete die Band für seine damals gerade frisch gegründeten AIR Studios. Das Debüt der Band waren zwei Soul-Standards auf Parlophone Records: „Land of 1,000 Dances“ mit der B-Seite „In My Lonely Room“ – ein „Martha and the Vandellas“ Song. Die nächste Single war erneut eine Coverversion eines Motown-Songs: „I'll Keep On Holding On“ von „The Marvelettes“. Diese beiden Singles zeigten das starke Potenzial der Band auf. Reggie Kings Stimme in Verbindung mit den starken Harmonien der Band waren außerordentlich. Die dritte Single „Baby You've Got It“ hatte die B-Seite „Since I Lost My Baby“. „The Action“ waren zu dieser Zeit eine der gefragtesten Gruppen in der Stadt und wurden als Vorgruppe von The Who fallengelassen, weil sie dafür bereits zu gut waren.
Die vierte Single bestand erstmals aus zwei Eigenkompositionen. Es waren reine Popsongs, die sich stark auf die harmonischen Qualitäten der Band stützten. Sie waren gleichzeitig Ausdruck eines Stilwechsels:  Weg vom Soul, hin zum American West Coast Sound. Dieser Wechsel mag das Nichterscheinen des geplanten Debütalbums rechtfertigen, das mehr auf dem alten Material basierte, mit dem sich die Band nicht mehr identifizieren mochte.
Die fünfte und gleichzeitig letzte „The Action“ Single war „Shadows and Reflections“ welches wieder die Harmoniemöglichkeiten der Band von ihrer besten Seite zeigte. Demos für ein Album mit dem Namen „Brain“ wurden aufgenommen, jedoch nie veröffentlicht. Heute sind die Aufnahmen in dem Sampler „Rolled Gold“ erhältlich.
Pete Watson verließ die Gruppe 1966. Er wurde von Ian Whiteman ersetzt, der wiederum im Folgejahr von Martin Stone abgelöst wurde. Martin Stone blieb ein paar Monate bei der Band, dann kehrte Ian Whiteman zurück. Die Gruppe nannte sich nun Azoth, erfolglos, reformierte sich wieder als „The Action“ und schließlich Mighty Baby.
Reggie King nahm ein Album für United Artists auf und Alan King stieg bei Ace ein, die mit „How Long“ einen Nummer-eins-Hit in den USA hatten.
Kürzlich reformierte sich die Band und spielte eine Reihe von Konzerten. Liam Gallagher und Robbie Williams baten um Autogramme. Einer ihrer Fans, Phil Collins, flog aus Genf ein, um mit der Band „at the 100 Club“ zu spielen.

## Diskografie

### AlsSandra Barry and The Boys
- 1964: You Really Gonna Shake / When I Get Married

### AlsThe Boys
- 1964: It Ain't Fair / I Want You

### AlsThe Action
- 1965: Land of a Thousand Dances / In My Lonely Room
- 1966: I'll Keep Holding On / Hey Sha-Lo-Ney
- 1966: Baby, You've Got It / Since I Lost My Baby
- 1967: Never Ever / Twentyfourth Hour
- 1967: Shadows and Reflections / Something Has Hit Me
- 1968: The Harlem Shuffle / Wasn't It You

## Labels
- Parlophone
- Capitol Records
- Hansa Musik Produktion
- Zodiac Records